# Список умерших в 1175 году

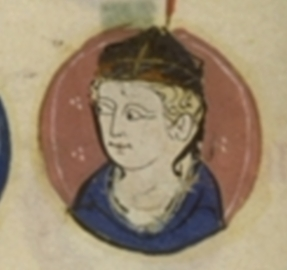
Анри I де Франс

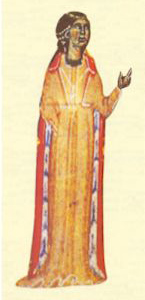
Беатриса де Диа

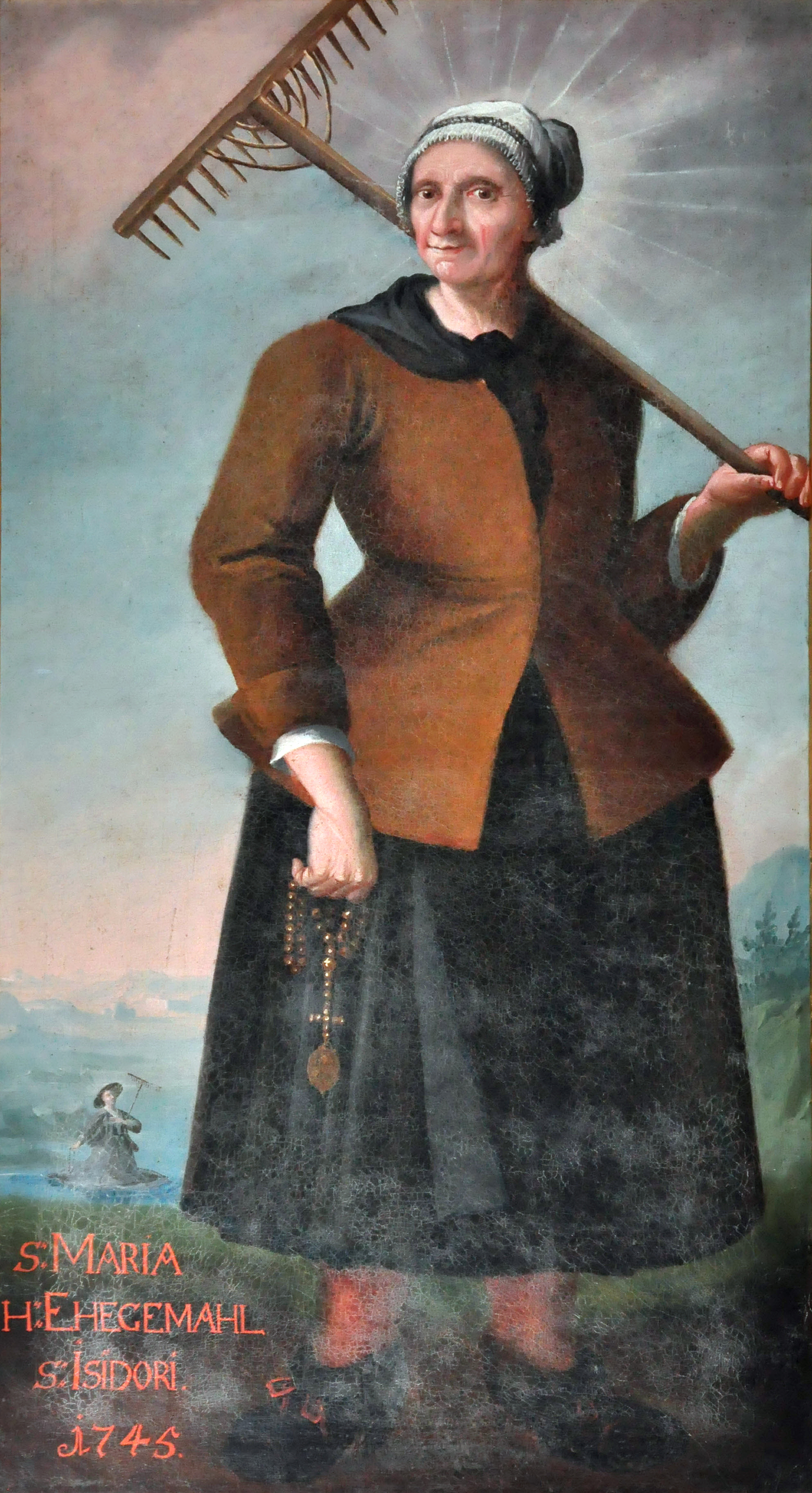
Мария Торрибия

В этой статье представлен список известных людей, умерших в 1175 году.
См. также: Категория:Умершие в 1175 году

## Март
- 5 марта — Фредерик Халлумский[англ.] — нидерландский аббат, святой римско-католической церкви.

## Май
- 15 мая — Млех — правитель Киликийского армянского государства (1170—1175). Убит заговорщиками.

## Июнь
- 20 июня — Глеб Андреевич, сын Андрея Боголюбского, святой православной церкви, покровитель города Владимира[1].

## Июль
- 1 июля — Реджинальд Фиц-Рой — граф Корнуолл (1141—1175)
- 27 июля — Понсе де Минерва — военный и политический деятель Леона и Кастилии.

## Октябрь
- 19 октября — Ги I — граф Тоннера (1161—1175), граф Невера и граф Осера (1168—1175)
- 23 октября — Гаэтани, Виллано — кардинал-священник Санто-Стефано аль Монте Челио (1144—1146), архиепископ Пизы (1145—1167, 1170—1175), примас Корсики и Сардинии (1145—1170)

## Ноябрь
- 13 ноября — Анри I Французский — епископ Бове (1149—1162), архиепископ Реймса (1162—1175)

## Дата неизвестна или требует уточнения
- Абу Якуб аль-Вариджляни, исламский богослов.
- Ансельм де Сен-Поль, граф Сен-Поля (с 1170).
- Бернар III де Монтескью[фр.] — епископ Тарб-э-Лурда (1141—1175).
- Гилберт I де Умфравиль, англо-шотландский аристократ.
- Диа, Беатриса де — первая из известных женщин-трубадуров. Дата смерти предположительна.
- Домналл Кеманах — король Лейнстера (1171—1175), основатель династии Кеманахов, правивших в южном Лейнстере до 1632 года.
- Иванко Захарьинич — новгородский посадник (1171, 1172—1175)
- Каделл ап Грифид — король Дехейбарта (1143—1153)
- Ли Ань Тонг[англ.] — император Вьетнама из династии Ли (1136—1175)
- Манфред I — первый маркграф Салуццо (1125—1175), основатель династии.
- Мария Торрибия (Санта Мариа де ла Кабеса)[англ.] — святая римско-католической церкви, жена Исидора Мадридского. Дата смерти предположительна.
- Шамс ад-Дин Ильдегиз — основатель средневековой мусульманской династии тюркских Ильдегизидов, первый Великий Атабек Азербайджана (1136—1175)
- Элиэзер бен Самуэль[англ.] — еврейский теолог.
- Энрико ди Монтескальозо, наваррский принц из династии Хименес.